# Facultad de Traducción y Documentación (Universidad de Salamanca)
La Facultad de Traducción y Documentación es un centro de la Universidad de Salamanca creado como Escuela Universitaria de Biblioteconomía y Documentación en 1987.
La Licenciatura de Traducción e Interpretación se añade en 1992, seguida por la Licenciatura en Documentación, introducida en 1994.
El Grado en Traducción e Interpretación tiene una oferta de 75 plazas en primero, a las que se accede mediante una prueba de acceso. Ofrece inglés, alemán y francés como primeras lenguas y como segundas lenguas inglés, alemán, francés y japonés. Tiene como peculiaridad la gran cantidad de créditos optativos, que permiten incluso hacer dos titulaciones a la vez.
El Grado en Información y Documentación es el núcleo central que comparten los profesionales que trabajan en bibliotecas, centros de documentación y archivos y como gestores de contenidos en todo tipo de organizaciones. Si bien se reconoce que estos profesionales utilizan técnicas e instrumentos
distintos, todos ellos comparten unos principios que se basan en la organización de la información y la documentación y en la provisión de servicios al usuario.

## Oferta educativa del curso 2020/2021
- Grados :

1. Grado en Traducción e Interpretación.
2. Grado en Información y Documentación.

- Dobles Grados :

1. Doble Grado en Traducción e Interpretación y en Derecho.
2. Doble Grado en Administración y Dirección de Empresas y en Traducción e Interpretación.
3. Doble Grado en Información y Documentación y en Historia.
4. Doble Grado en Pedagogía y en Información y Documentación.
5. Doble Grado en Educación Social y en Información y Documentación.
6. Doble Grado en Información y Documentación y en Ciencia Política y Administración Pública.
7. Doble Grado en Ingeniería Informática de Sistemas de Información y en Información y Documentación.

- Másteres (EEES) :

1. Máster Oficial en Sistemas de Información Digital.
2. Máster Oficial en Traducción y Mediación Intercultural.

- Estudios de doctorado
  - Oferta académica